# Позаурочний час
«Позаурочний час» або «Після роботи» (англ. After Hours) — американська чорна комедія 1985 року режисера Мартіна Скорсезе за сценарієм Джозефа Міньйона, головну роль виконав Гріффін Данн. 
Сюжет розповідає про офісного працівника, який переживає низку нещасних випадків, намагаючись дістатися додому з манхеттенського району Сохо вночі.

## Акторський склад
| Актор            | Роль                                 |
| ---------------- | ------------------------------------ |
| Гріффін Данн     | Пол Гекетт                           |
| Розанна Аркетт   | Марсі Франклін                       |
| Вірна Блум       | Джун                                 |
| Томмі Чонг       | Пепе                                 |
| Лінда Фіорентіно | Кікі Бріджес                         |
| Тері Гарр        | Джулі                                |
| Джон Герд        | Том Шорр                             |
| Чіч Марін        | Ніл                                  |
| Кетрін О'Гара    | Гейл                                 |
| Дік Міллер       | офіціант Піт                         |
| Вілл Паттон      | Хорст                                |
| Бронсон Піншо    | Ллойд                                |
| Мартін Скорсезе  | оператор прожектора в клубі «Берлін» |

## Сюжет
Після нудного робочого дня комп'ютерний працівник Пол Гекетт заводить розмову у кав'ярні з незнайомкою на ім'я Марсі Франклін. Марсі розповідає йому, що живе в Сохо зі скульпторкою Кікі Бріджес, яка виготовляє і продає преспап'є з гіпсу, що нагадують рогалики з вершковим сиром, і залишає йому свій номер телефону.
Пізніше ввечері, зателефонувавши за вказаним номером під приводом купівлі преспап'є, Пол добирається до квартири на таксі. Дорогою його 20-доларова купюра вилітає з вікна таксі, залишаючи йому лише дріб'язок, що викликає недовіру водія таксі. У квартирі Пол зустрічає Кікі, яка працює над скульптурою кричущого чоловіка, яку він порівнює з картиною Едварда Мунка «Крик». Пол риється в речах Марсі і виявляє кілька предметів, які вказують на те, що Марсі понівечена опіками; це, разом з її дедалі дивнішою поведінкою змушують його відмовитися від побачення.
Пол намагається дістатися додому на метро, але опівночі вартість проїзду зросла, і в нього не вистачає грошей. Він іде до бару, де офіціантка Джулі одразу ж закохується в нього. У барі Пол дізнається, що по сусідству сталася низка пограбувань. Бармен Том Шорр пропонує Полу гроші на жетон метро, але не може відкрити касу бару. Вони обмінюються ключами, щоб Пол сходив у квартиру Тома за ключем від касового апарату.
Пол помічає двох грабіжників, Ніла та Пепе, зі скульптурою Кікі. Вони тікають тільки-но помітивши Пола, впустивши при цьому скульптуру. Пол повертає скульптуру до квартири Кікі та Марсі, Кікі просить його вибачитися перед Марсі. Однак коли він погоджується це зробити, то виявляє, що Марсі наклала на себе руки, передозувавшись секобарбіталом. Пол повідомляє про смерть Марсі, а потім згадує про своє попереднє доручення — повернути ключі Тому. Дорогою він хапає записку від Кікі, що запрошує його і Марсі в клуб «Берлін».
До приходу Пола бар виявляється зачиненим, а на табличці написано, що Том скоро повернеться. На вулиці Пол зустрічає Джулі, і вона запрошує його до себе додому. Пол знервований її дивною поведінкою, зокрема тим, що вона малює його, поки вони розмовляють. Нарешті він повертається до бару, де Томові телефонують і повідомляють, що його дівчина наклала на себе руки. Пол вирушає на пошуки Кікі, щоб повідомити їй про самогубство Марсі. Викидайло в клубі «Берлін» відмовляє йому у вході, бо його зачіска не відповідає дрес-коду з ірокезами.
Знову опинившись на вулиці, Пол зустрічає водійку фургончика з морозивом на ім'я Гейл, яка приймає його за грабіжника, спираючись на плакати розшуку, які розмістила Джулі за своїм ескізом, щоб помститися Полу за відмову у побаченні. Гейл і натовп місцевих мешканців невпинно переслідують Пола, який знаходить притулок у клубі.
Сонний, виснажений і роздратований, Пол витрачає свій останній четвертак на те, щоб увімкнути «Is That All There Is?» Пеґґі Лі в музичному автоматі клубу і запрошує на танець старшу жінку на ім'я Джун. Вислухавши його ситуацію, Джун пропонує сховати його у своїй квартирі під клубом, замаскувати його під скульптуру пап'є-маше, допоки натовп не вгамується. Однак після відходу лінчувальників Джун відмовляє йому в проханні зняти гіпс, аргументуючи тим, що вони можуть повернутися. Невдовзі Пол застигає у позі, що нагадує скульптуру Кікі. Ніл і Пепе вриваються в будинок і крадуть Пола, приймаючи його за скульптуру, яку вони раніше кинули на вулиці, і кладуть його в кузов свого фургона.
Фургон мчить до центру міста і входить у різкий поворот, в результаті якого задні двері фургона відчиняються. Пол падає на тротуар, прямо перед вхідними воротами його офісної будівлі; від удару гіпс розбивається. Він обтрушується і йде до свого столу, де його зустрічає екран комп'ютера.

## Теми і мотиви
Цей фільм належить до піджанру фільмів, які поєднують у собі бурлескну комедію та нуар, сюжет яких здебільшого обертаються навколо молодого клерка, який опинився під загрозою, відомою як «цикл кошмарів яппі». У фільмі жінки постійно вихолощують Пола: Кікі з її сексуальною агресивністю і жагою до мазохізму, Марсі ігнорує його залицяння, Джулі та Ґейл нацьковують на нього натовп лінчувальників, а Джун затискає його в гіпс. У фільмі багато згадок про кастрацію, більшість з яких показані у присутні жінок. У туалеті бару "Термінал", де Джулі вперше зустрічається з Полом, на стіні нашкрябано зображення акули, що кусає ерегований пеніс чоловіка.
Міхаель Рабіґер вважає міфологічний символізм основною темою фільму, зазначаючи: "Герой чорної комедії Скорсезе «Позаурочний час» схожий на щура, який намагається втекти з лабіринту. Дійсно, в одній зі сцен, де Пол опиняється в пастці у квартирі балакучої жінки, є щур у клітці. Стрічку можна уявити як подорож лабіринтом, кожна секція якого обіцяє певний досвід, але майже всі вони ілюзорні й оманливі".

## Виробництво
Відмова Paramount Pictures від «Останньої спокуси Христа» стала для Скорсезе великим розчаруванням і спонукала його зосередитися менших проектах та співпрацювати з незалежними компаніями. Таку можливість запропонував його адвокат Джей Джулієн, який зв'язав його з компанією Double Play Гріффіна Данна та Емі Робінсон. Проєкт називався «Одна ніч у Сохо» і був заснований на сценарії Джозефа Міньйона. Сценарій спочатку називався «Брехня», на честь монологу Джо Френка 1982 року, що надихнув його на створення цієї історії, і був написаний як частина завдання для його курсу в Колумбійському університеті. На момент створення фільму Міньйону було 26 років. Після внесення правок у сценарій Мартіном Скорсезе фільм отримав поточну назву: «Позаурочний час».
Одним із внесків Скорсезе є діалог Пола зі швейцаром у клубі «Берлін», натхненний «Перед законом» Франца Кафки, одним з оповідань, що увійшли до роману «Процес». Як пояснив Скорсезе, це оповідання відображає його розчарування щодо постановки «Останньої спокуси Христа».
Спочатку фільм мав знімати Тім Бертон після того, як Данн і Робінсон були вражені його короткометражним фільмом «Вінсент», але Скорсезе прочитав сценарій і виявив інтерес до режисури в той час, коли не зміг отримати фінансову підтримку для завершення «Останньої спокуси Христа», і Бертон із задоволенням поступився місцем режисера.

## Музика
Музичну партитуру написав Говард Шор, який неодноразово співпрацював зі Скорсезе. На додаток до партитури, у титрах фільму також зазначені:
1. «Симфонія, K. 95: 1-ша частина», яка приписується Вольфгангу Амадею Моцарту
2. «Air on the G String (Air From Suite No. 3)» Йоганна Себастьяна Баха
3. «En la Cueva» у виконанні Куадро Фламенко
4. «Sevillanas» Манітаса де Плата
5. «Night and Day», слова та музику написав Коул Портер
6. «Body and Soul», композитор Джонні Грін
7. «Quando quando quando», музика Тоні Реніса, слова Пета Буна
8. «Someone to Watch Over Me», слова Айри Гершвіна, музика Джорджа Гершвіна, виконання Robert &amp; Johnny
9. «You're Mine», автори Роберт Карр і Джонні Мітчелл, виконують Роберт і Джонні
10. «We Belong Together» у виконанні Роберта та Джонні
11. «Angel Baby», автор Розі Гемлін
12. «Last Train to Clarksville», композитор Боббі Гарт і Томмі Бойс, автори Томмі Бойс і Боббі Харт, виконує The Monkees
13. «Chelsea Morning», композитор і виконавиця Джоні Мітчелл
14. «I Don't Know Where I Stand», композитор і виконавиця Джоні Мітчелл
15. «Over the Mountain; Across the Sea», композитор Рекс Гарвін
16. «One Summer Night», автор Денні Вебб, виконує гурт The Danleers
17. «Pay to Cum», написано та виконано гуртом Bad Brains
18. «Is That All There Is?», композитори Джеррі Лейбер і Майк Столлер, виконує Пеггі Лі

## Нагороди та номінації
| Асоціація                                   | Номінація                                                         | Номінант                                      | Результат | Пос.          |
| ------------------------------------------- | ----------------------------------------------------------------- | --------------------------------------------- | --------- | ------------- |
| БАФТА                                       | Найкраща жіноча роль другого плану                                | Розанна Аркетт                                | Номінація | [ 18 ]        |
| Каннський кінофестиваль                     | Золота пальмова гілка                                             | Мартін Скорсезе                               | Номінація | [ 19 ]        |
| Каннський кінофестиваль                     | Найкращий режисер                                                 | Мартін Скорсезе                               | Перемога  | [ 19 ]        |
| Американське товариство фахівців з кастингу | Найкращий кастинг для повнометражного художнього фільму - комедія | Мері Колкхун                                  | Номінація | [ 20 ]        |
| Сезар                                       | Найкращий фільм іноземною мовою                                   | Мартін Скорсезе                               | Номінація | [ 21 ]        |
| Золотий глобус                              | Найкраща чоловічу роль — комедія або мюзикл                       | Гріффін Данн                                  | Номінація | [ 22 ]        |
| Незалежний дух                              | Найкращий фільм                                                   | Роберт Ф. Колсберрі Гріффін Данн Емі Робінсон | Перемога  | [ 23 ] [ 24 ] |
| Незалежний дух                              | Найкращий режисер                                                 | Мартін Скорсезе                               | Перемога  | [ 23 ] [ 24 ] |
| Незалежний дух                              | Найкращий сценарій                                                | Джозеф Міньйон                                | Номінація | [ 23 ] [ 24 ] |
| Незалежний дух                              | Найкраща жіноча роль                                              | Розанна Аркетт                                | Номінація | [ 23 ] [ 24 ] |
| Незалежний дух                              | Найкраща операторська робота                                      | Міхаель Балльхаус                             | Номінація | [ 23 ] [ 24 ] |
| Національна спілка кінокритиків США         | Найкраща операторська робота                                      | Міхаель Балльхаус                             | Номінація |               |

## Випуск
Прем'єра відбулася 11 вересня 1985 року у Нью-Йорку. Warner Home Video випустила фільм на VHS і Betamax у 1986 році, а також на широкоформатних і панорамних лазерних дисках NTSC. Він також був випущений на DVD. 11 липня 2023 року The Criterion Collection випустила фільм у форматі 4K UHD та Blu-ray.